# Centre, Alabama
Centre är administrativ huvudort i Cherokee County i Alabama. Vid 2010 års folkräkning hade Centre 3 489 invånare.